# 2051
|  | Denne artikel beskriver en fremtidig begivenhed Denne artikel eller sektion handler om planlagt eller forventet fremtidig begivenhed. Der kan forekomme spekulativ information, og indholdet kan ændres dramatisk når begivenheden nærmer sig og mere information bliver tilgængelig. |

| 2051               |
| ------------------ |
| Dødsfald - Fødsler |
|                    |

| Gregoriansk kalender | 2051 MMLI               |
| Ab urbe condita      | 2804                    |
| Armensk kalender     | 1500 ԹՎ ՌՇ              |
| Kinesiske kalender   | 4747 – 4748 庚午 – 辛未 |
| Etiopisk kalender    | 2043 – 2044             |
| Jødisk kalender      | 5811 – 5812             |
| Hindukalendere       |                         |
| - Vikram Samvat      | 2106 – 2107             |
| - Shaka Samvat       | 1973 – 1974             |
| - Kali Yuga          | 5152 – 5153             |
| Iransk kalender      | 1429 – 1430             |
| Islamisk kalender    | 1474 – 1475             |

2051 (MMLI) begynder året på en søndag.
Se også 2051 (tal)

## Forudsigelser og planlagte hændelser
- april -  En besked sendt fra den 70-meter store radar i Jevpatorija, på Krim-halvøen, mod stjernen Gliese 777 når dets destination.

| År | Spire Denne artikel om et år, årti, århundrede eller årtusinde er en spire som bør udbygges. Du er velkommen til at hjælpe Wikipedia ved at udvide den. |